# 勾践
勾踐（？—前464年），又寫作句踐；在出土文物「越王勾踐劍」裡寫為鳩淺；司馬貞《史記索隱》引《紀年》作菼執，是中國春秋時代後期的越國君主。有關他的先世，有說「其先禹之苗裔」，亦有說「先世無所考」，也有說他是「祝融之後」並且是楚國的芈姓，眾說紛紜。父親是越侯允常。勾踐生年不詳，前496年至前464年在位。

## 生平

### 初嚐敗績
勾践生平不详。前496年，其父允常死后，勾踐即位後稱王。他在檇李之战击败吴国进攻，吴王阖闾负伤而死。前494年，他听说吴王夫差要为父报仇，于是率先攻打吴国，吴军反攻，在夫椒之战击败越军。勾踐率领五千人被困于会稽山，采纳文种、范蠡之计，向吴国求和，愿为臣属，举越国珍宝献上。夫差同意后，勾踐向越国臣民下诏罪己，然後带着妻儿去吴国给夫差作奴仆，親嚐苦膽，最终骗得夫差信任，3年後獲释放回越国。
越王勾踐回国後，发誓复仇灭吴，臥薪嘗膽，休养生息，夫妻亲耕亲织，发展生产。重用計然、范蠡、文種等人，「十年生聚、十年教訓」。《史记·货殖列传》说：“计然之策七，越用其五而得意。”又说：“修之3年，国富，厚赂战士。士赴矢石，如渴得饮。遂报强吴，观兵中国，称号五霸。”
前484年（勾踐十三年），越大夫文種向吳國請糴，吳王不願伍子胥進諫，貸出糧食粟萬石。同年伍子胥被吳王逼死。下一年，越王揀擇精粟而蒸熟復還於吳國，吳民種植越粟，粟種殺而無生者，使第二年吳民大飢，吳國貧窮。

### 消滅吳國及稱霸

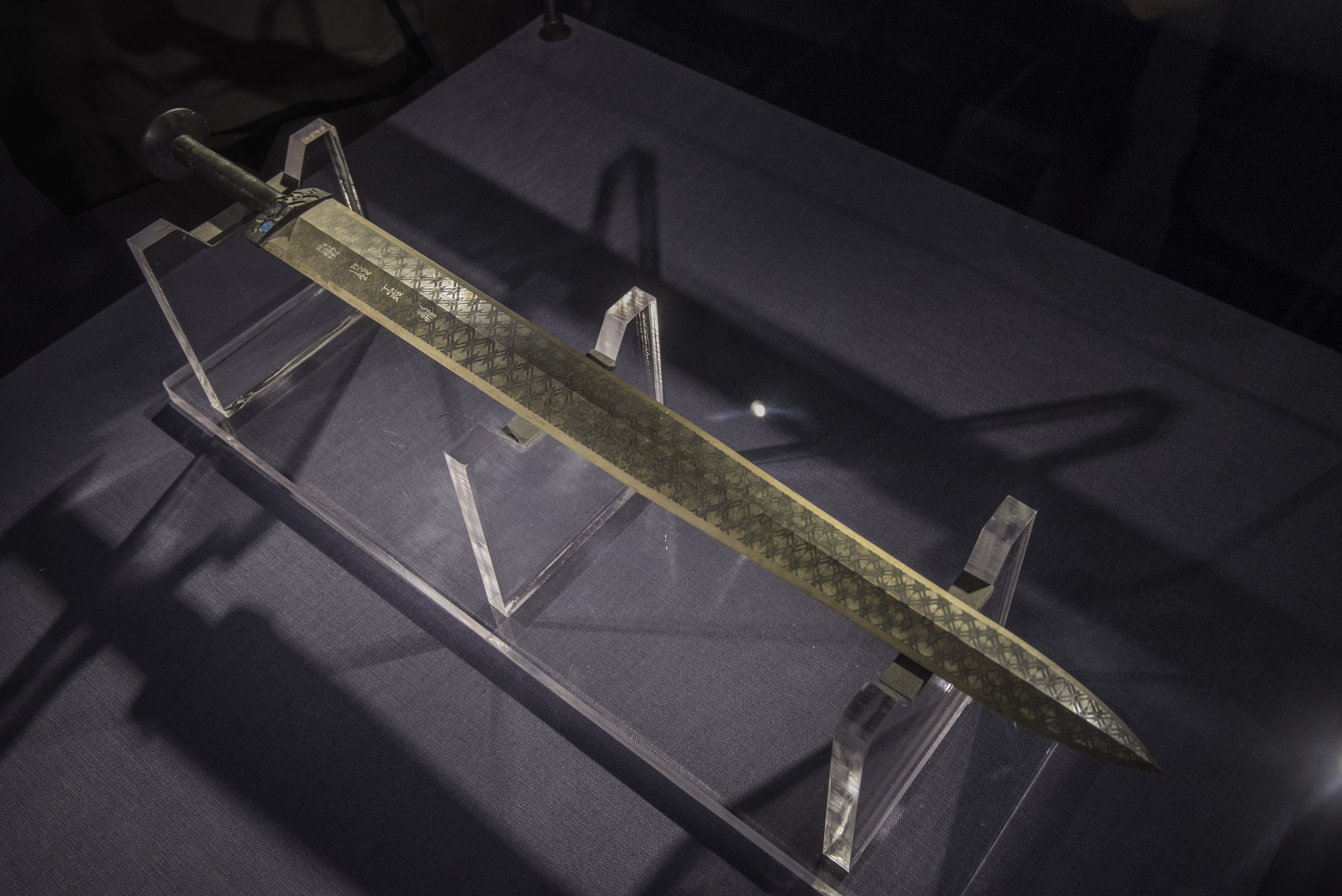
越王勾践剑

前482年，勾践趁夫差北上黄池会盟争霸，趁虚而入，率军五万攻入吴都姑苏，殺吳太子，焚烧姑苏台。夫差返国後，被迫向勾践求和。前476年，勾践再次攻吴；勾践二十四年（前473年），越军围困吴都三年後，终于破城。夫差上姑蘇山，求降不得而自殺，国亡。勾践随後迁都琅琊北上，与齐国、晋国、宋国、鲁国等诸侯会盟於徐州（今山東滕縣南），“越兵橫行於江、淮東，諸侯畢賀，號稱霸王”，“泗上十二諸侯，皆率九夷以朝”。经周元王正式承认为霸主。

## 有關勾踐姓氏的說法
有關勾踐的姓氏是甚麼，有多種說法：

### 芈姓說
據三國時代孫吳的學者韋昭的《國語》注：「勾踐，祝融之後、允常之子，羋姓也。《鄭語》曰：『羋姓夔越。』《世本》亦云：『越，羋姓也。』」另外，唐代司馬貞在《史記索隱》裡引《世本》說：「越，芈姓也，與楚同祖。」而《史记·楚世家》记载：“（楚国熊渠）立其长子康为句亶王，中子红为鄂王，少子执疵为越章王。皆在江上楚蛮之地。”孙诒让《墨子间诂》提出勾踐之越国或为越章王之后裔，而童书业对此有详细考证。以上說明勾踐可能與楚國是同宗共祖，因而與楚國王室一樣是芈姓。

### 姒姓說
據司馬遷《史记·越世家》：“越王勾践，其先禹之苗裔，而夏后帝少康之庶子也。”《吴越春秋》也认为“至少康，恐禹迹宗庙祭祀之绝，乃封其庶子于越，号曰无余。”也就是說，勾踐是夏禹的後代，而夏禹的姓氏是姒，所以勾踐可能是姒姓。北宋史學家歐陽脩也認同此觀點，謂「先祖为夏禹、勾践,姓氏源浙江湖州」。

### 彭姓诸稽氏說
曹锦炎从三个角度考证越王的先祖是祝融八姓之一，属于彭姓诸稽氏。
一：《宣和博古图》著录有一件越王钟，越王名“者旨於睗”，传世的同人所作青铜器还有一支矛，三把剑。1959年，安徽淮南市发掘的战国墓中，也出土了带有“越王者旨於睗”铭文的戈，者旨於睗即诸稽於睗，被学术界公认为句践之子鼫与。曹锦炎指出“诸稽”为氏，“於睗”为名，《越绝书》作“与夷”为“於睗”的同音通假字，《吴越春秋》作“兴夷”的“兴”则是“与”的讹字，诸稽於睗正符合古代“男子称氏、女子称姓”的习惯。其次，越国有诸稽氏，《史记·越王句践世家》：“使范蠡与大夫柘稽行成，为质于吴”，《国语·吴语》则作：“乃命诸稽郢成于吴”就是证据。

## 中國古籍裡的勾踐後裔

### 勾踐的子女
子：越王鹿郢，或作鼫與；
女：越姬，楚昭王之姬妾，楚惠王之母。

### 勾踐身後的越國諸王
關於勾踐去世後，其王位的歷代繼承者，中國古代史書的說法各異，有的是同人異名，有的是世系前後不同。現列之於下：
- 司馬遷《史記》：「句踐卒，子王鼫與立。王鼫與卒，子王不壽立。王不壽卒，子王翁立。王翁卒，子王翳立。王翳卒，子王之侯立。王之侯卒，子王無彊立（末代）。[13]

- 司馬貞《史記索隱》引《紀年》：「於粵子句踐卒，是菼執。次鹿郢立，六年卒」（《史記》原文「子王鼫與立」注）；「不壽立十年見殺，是為盲姑，次朱句立」（《史記》原文「王不壽卒」注）；「於粵子朱句三十四年滅滕，三十五年滅郯，三十七年朱句卒」（《史記》原文「王翁卒」注）；「翳三十三年遷于吳，三十六年七月太子諸咎弒其君翳，十月粵殺諸咎。粵滑，吳人立子錯枝為君。明年，大夫寺區定粵亂，立無余之。十二年，寺區弟忠弒其君莽安，次無顓立。無顓八年薨，是為菼蠋卯」（《史記》原文「子王之侯立」注）。司馬貞還說：「蓋無顓後乃次無彊也，則王之侯即無余之也。」[14]

- 《越絕書》：「句踐子與夷，時霸。與夷子子翁，時霸。子翁子不揚，時霸。不揚子無疆，時霸，伐楚，威王滅無疆。無疆子之侯，竊自立為君長。之侯子尊，時君長。尊子親，失眾，楚伐之，走南山。親以上至句踐，凡八君，都瑯琊二百二十四歲。無疆以上，霸，稱王。之侯以下微弱，稱君長。[15]

### 越國亡後的遺族事跡
- 司馬遷《史記》的說法：《史記‧越王句踐世家》說，越王被楚國所滅後，「而越以此散，諸族子爭立，或為王，或為君，濱於江南海上，服朝於楚。後七世，至閩君搖，佐諸侯平秦。漢高帝復以搖為越王，以奉越後。東越，閩君，皆其後也。」[16]另外，在《史記‧東越列傳》裡又說到：「閩越王無諸及越東海王搖者，其先皆越王勾踐之後也，姓騶氏。」（裴駰「集解」引徐廣說騶，一作「駱」）司馬遷把戰國時代及秦漢時代中國東南沿海及東越部族的君長，視為勾踐的後代。

- 對《史記》說法的存疑：有學者對於《史記》說法亦有所保留。如瀧川龜太郎《史記會注考證》引梁玉繩的說法：「其實勾踐非禹苗裔，而甌閩非勾踐種族，《通志‧氏族略》引顧氏譜云勾踐七世孫閩君搖，漢封東甌，亦不足信，葢越是芈姓，見《國語》。閩，東越蛇種，見《索隱》引《說文》，不得强合為一，而高祖所封之海陽矦搖、無餘，同名二王，又不可曉。」[17]

- 根據《姓氏考略》所記载，越王勾践之裔、无疆之次子蹄，封于乌程（今浙江湖州南二十里）欧餘山（今升山）之陽，後代便以地名為氏，後有歐姓、歐陽姓、歐侯姓、及區姓。

## 影視作品

### 電影
| 首映年份 | 标题         | 演员   | 制作公司                         |
| -------- | ------------ | ------ | -------------------------------- |
| 1956年   | 《臥薪嘗膽》 | 王元龙 | 中國電影製片公司                 |
| 1960年   | 《西施》     | 陈锦棠 | 海洋影片公司                     |
| 1965年   | 《西施》     | 江汉   | 清水湾电影制片厂                 |
| 1966年   | 《西施》     | 赵雷   | 台湾电影制片厂、国联影业有限公司 |
| 2024年   | 《西施新传》 | 董彦麟 | 无锡江惠影视文化有限公司         |

### 电视剧
| 首播年份           | 标题               | 演员   | 首播电视台       |
| ------------------ | ------------------ | ------ | ---------------- |
| 1983年             | 《西施》           | 曹大年 | 浙江电视台       |
| 1986年             | 《西施》           | 罗石青 | 香港亚洲电视     |
| 1986年             | 《越女剑》         | 郑雷   | 香港亚洲电视     |
| 1987年             | 《西施》           | 范鸿轩 | 中华电视公司     |
| 1995年             | 《西施》           | 张秋歌 |                  |
| 1996年             | 《东周列国春秋篇》 | 李洪涛 | 中国中央电视台   |
| 1997年             | 《古吴春秋》       | 吴旗   |                  |
| 1998年             | 《战国红颜》       | 唐国强 |                  |
| 2004年             | 《兵圣传奇》       | 王志刚 |                  |
| 2006年             | 《争霸》           | 刘松仁 | 香港无线电视     |
| 2007年             | 《越王勾践》       | 陈宝国 | 中国中央电视台   |
| 2007年             | 《卧薪尝胆》       | 陈道明 | 中国中央电视台   |
| 2009年             | 《兵圣》           | 赵滨   | 湖南常德公共频道 |
| 2011年             | 《孙子大传》       | 张博   | 东风卫视         |
| 2012年             | 《西施秘史》       | 马德钟 | 安徽广播电视台   |
| 2013年             | 《英雄》           | 谢天华 | 中华电视公司     |
| 待播（2020年拍攝） | 《浣溪沙》         | 王龙正 |                  |

## 延伸阅读
[在维基数据编辑]
 《史記/卷041》，出自司馬遷《史記》
 《史記/卷114》，出自司馬遷《史記》
 在维基共享资源阅览影像